# سرو سینوتپکه

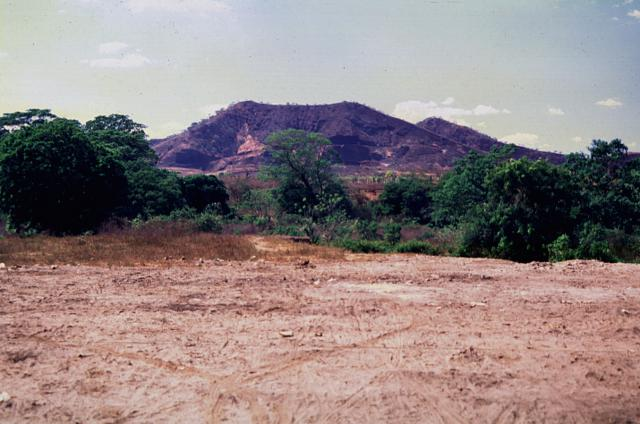
میدان آتش فشانی سرو سینوتپکوئه

سرو سینوتپکه (به اسپانیایی: Cerro Cinotepeque) یک میدان آتشفشانی در السالوادور است. سرو سینوتپکه ۶۶۵ متر بالاتر از سطح دریا واقع شده‌است.